# Hoa nắng
Hiatari Ryōkō! (陽あたり良好!) là loạt manga thuộc thể loại tình cảm trung học của tác giả Adachi Mitsuru. Tác phẩm được đăng trên tạp chí Shojo Comic từ năm 1980 đến năm 1981 và được nhà xuất bản Shogakukan in thành 5 tập tankobon. Sau đó, nó được dựng thành live-action và phim hoạt hình được chiếu trên Fuji TV.

## Tóm tắt
Câu chuyện xoay quanh các mối quan hệ của Kasumi Kishimoto, một nữ sinh trung học. Khi Kasumi được nhận vào trường cấp ba Myojo, cô phải chuyển tới nhà trọ của dì, cũng là chỗ trọ của bốn cậu học sinh cùng trường. Mặc dù, cô đã có bạn trai hiện đang du học ở Hoa Kỳ, nhưng sau đó Kasumi từ từ nhận ra rằng cô đang yêu Yusaku, người ở cùng nhà trọ với cô.

## Nhân vật
Kasumi Kishimoto
Nữ nhân vật chính trong bộ truyện, giúp dì quản lý nhà trọ, nấu ăn và dọn dẹp phòng cho bốn cậu con trai. Kasumi đã có bạn trai ở bên Hoa Kỳ, Katsuhiko Muraki, người mà cô thường hay nghĩ tới. Nhưng cô nhận ra rằng người mà cô ta yêu lại là Yuusaku Takasugi.
Yuusaku Takasugi
Nhân vật nam chính. Một trong bốn người trọ ở nhà dì của Katsumi, và là người thành thạo trong việc cổ vũ, thuyết phục người khác. Thân thiện, hay giúp đỡ mọi người, Yuusaku yêu Kasumi Kishimoto và cũng là đối tượng của Keiko Seki.
Shin Mikimoto
Cũng là khách trọ, Shin Mikimoto có mái tóc dài, là kẻ hư hỏng và ăn chơi. Nhưng, anh ta cũng là một vận động viên tài năng, gia nhập câu lạc bộ bóng chày và tennis để gần gũi hơn với Keiko Seki. Có tật xấu là luôn để ý và hay nhìn trộm những cô gái dễ thương.
Takashi Ariyama
Rất mập, tham ăn. Ban đầu, Takashi gia nhập đội bóng đá với vị trí thủ môn, nhưng bị mua chuộc bởi thức ăn nên chuyển sang đội bóng chày ở vị trí catcher. Một người dễ gần, tử tế, phẩm chất của anh ta không được thể hiện rõ, nhưng là người thường chú ý đến người khác.
Keiko Seki
Học sinh cùng khoá với Yuusaku ở trường trung học Myoujou, là người đầu tiên được Shin giới thiệu với Yuusaku và Ariyama. Em gái của Masato Seki và gia nhập đôi bóng chày với tư cách là quản lý do được Yuusaku thuyết phục. Keiko là một cô gái rất hay nhút nhát và hiền lành. Mến Yuusaku, luôn bị Shin theo đuổi.
Masato Seki
Át chủ bài của đội bóng chày trường Myoujou, Masato nhiều tuổi hơn các nhân vật trong bộ truyện và là anh trai của Keiko. Masato bị ấn tượng bởi sự quyết tâm của Yuusaku trong việc cổ vũ mọi người, và yêu cầu anh ta vào đội bóng chày để giúp cho đội mạnh hơn. Muốn dẫn dắt đội bóng tới Koshien.
Katsuhiko Muraki
Bạn trai của Kasumi. Trong phần đầu, Katsuhiko lúc đó đang du học ở Mỹ. Nhưng cuối cùng lại trở về nước ở giữa câu truyện. Một người khoẻ mạnh, tài năng và có vẻ biết ý nghĩ của Kasumi. Nhưng Katsuhiko vẫn theo dõi sự phát triển của mối quan hệ giữa Kasumi và Yuusaku với một sự quan tâm và nhận ra rằng tốt hơn là để cho cả hai tự nhận ra tình cảm của mình.
Makoto Aito
Chàng trai thứ tư trong căn nhà trọ, Makoto ít khi xuất hiện trong bộ truyện. Có nhiều khi mọi người quên đi sự hiện diện của cậu và hoảng sợ khi cậu ta đột ngột xuất hiện. Makoto có cặp kính rất dày, có lẽ vì học quá nhiều.
Dì Chigusa
Chigusa là dì của Chigusa, chồng mất từ 2 năm trước. Sở hữu một căn nhà trọ cho Kasumi và bốn chàng trai ở đó. Cô có vẻ khoái được nịnh bợ và hay xiêu lòng trước đàn ông đẹp trai. Ít khi xuất hiện trong bộ truyện.
Taisuke
Taisuke là con mèo hoang mà Yuusaku tìm thấy lúc đầu bộ truyện và nhận nuôi nó. Con mèo nhận được sự chăm sóc rất cẩn thận từ Yuusaku và Kasumi. Vì vậy, đôi lúc, nó chứng kiến những giây phút lãng mạn của hai người.